# Jacopo Boncompagni
Jacopo Boncompagni (ur. 15 maja 1652 w Isoli, zm. 24 marca 1731 w Rzymie) – włoski kardynał.

## Życiorys
Pochodził z rodziny książąt Sora. W 1690 został Arcybiskupem Bolonii, mimo że nie był jeszcze wówczas kapłanem (święcenia otrzymał dopiero miesiąc po nominacji, wraz z sakrą biskupią). W 1695 Papież Innocenty XII mianował go kardynałem prezbiterem Santa Maria in Via. Uczestniczył w konklawe 1700, konklawe 1721, konklawe 1724 i konklawe 1730. Biskup Albano od 1724. Zmarł w Rzymie.